# Muara Cawang (Pulau Pinang)
Muara Cawang is een bestuurslaag in het regentschap Lahat van de provincie Zuid-Sumatra, Indonesië. Muara Cawang telt 471 inwoners (volkstelling 2010).